# Rodný dům Josefa Hoffmanna
Muzeum Josefa Hoffmanna je dům a muzeum v Brtnici, dům je ve vlastnictví města Brtnice, od 1. ledna 2006 je spravován Moravskou galerií v Brně a je společným pracovištěm Moravské galerie v Brně a Muzea užitého umění ve Vídni. Dům je umístěn na Náměstí Svobody čp. 263 v Brtnici a pravděpodobně vznikl spojením dvou domů, starší z nich pochází z doby zhruba kolem roku 1500, domy byly spojeny v barokní dům po požáru v roce 1760. Obytné prostory domu byly v patře, v přízemí byly provozní a hospodářské prostory. V domě se narodil vídeňský architekt a designér Josef Hoffmann. Dům je součástí naučné stezky Po stopách moderny. Je zapsán v katalogu moderní architektury mezinárodní organizace Iconic Houses, která sdružuje mimořádná díla světových architektů, architektonicky významné domy, domy umělců a ateliéry z 20. století přístupné veřejnosti jako domovní muzea.

## Historie
Dům patřil rodině Hoffmannově několik generací před narozením Josefa Hoffmanna, otec Josefa Hoffmanna byl v Brtnici 36 let starostou, dům prošel generální přestavbou pod vedením Josefa Hoffmanna v letech 1907–1911, proběhly mimo jiné úpravy interiéru, Hoffmann navrhl nové kusy nábytku, nechal přestavět místnost v přízemí na pracovnu, upravil schodiště a přestavěl část prostora na dvoře na altán a ten vybavil designovým nábytkem. V roce 1934 po požáru byla střecha domu rekonstruována a přestavěna na mansardovou. V roce 1945 byl dům zkonfiskován a dán do majetku místní organizaci KSČ, interiér domu byl poničen, nábytek v domě byl rozkraden a dům chátral.
V roce 1993 vznikla Společnost Josefa Hoffmanna, místní občané v čele s Rudolfem Hlávkou a Eliškou Nosálovou se zasloužili o rekonstrukci domu. Po sametové revoluci byl dům převeden do majetku obce, mezi lety 1995 a 1997 byl vytvořen projekt rekonstrukce a v roce 2003 byl dům rekonstruován. Autoři rekonstrukce se inspirovali z fotografií a snažili se dům rekonstruovat do podoby z roku 1911. Byla obnovena pracovna v přízemí, v obytných prostorech byly odkryty pestrobarevné výmalby místností a byla rekonstruována stodola na pozemku přiléhajícím k domu. V roce 2006 získala za zásluhy o rekonstrukci domu Eliška Nosálová rakouský Čestný kříž za vědu, to je ocenění udělované prezidentem rakouské republiky, Elišce Nosálové jej předal Rakouský kulturní institut.

## Expozice
V domě bylo vytvořeno kulturní centrum města Brtnice, součástí domu je muzeum Josefa Hoffmanna, veřejná knihovna ve dvorním traktu, informační, výstavní a přednáškové středisko, dne 6. června 2004 byla v někdejších obytných prostorách v patře domu založena expozice pod názvem Josef Hoffmann: Nadčasový design. Tato expozice zůstala v prostorách domu až do roku 2009. Expozice byla vytvořena v rámci projektu "Architektura a interiérový design ve střední Evropě na počátku 20. století. Josef Hoffmann a Dušan Jurkovič". Součástí sbírky je k roku 2011 336 předmětů, většina z nich byla nalezena v prostorách zámku Brtnice.

### Josef Hoffmann: Inspirace
Expozice byla založena 14. června 2009, tématem expozice o Josefu Hoffmannovi jsou inspirace, kdy hlavní inspirací architekta Hoffmanna měla být právě Brtnice, to zmínil Hoffmann ve své autobiografii. Sbírky muzea obsahují etnografické předměty ze sbírek Josefa Hoffmanna, ve sbírce muzea jsou také další inspirace Josefa Hoffmanna, např. Otto Wagner a další, tyto inspirace jsou ilustrovány na příkladech tvorby. V muzeu je také představena tvorba Josefa Hoffmana a to jak fotografiemi, kresbami, tak některé významné architektonické projekty ve formě trojrozměrných modelů. V roce 2010 byl vydán katalog s kapitolami jednotlivých témat z tvorby Josefa Hoffmanna. Celkem jsou součástí expozice čtyři místnosti.

### Výstavy
Ve výstavních prostorách domu jsou pořádány výstavy primárně k tématu Josefa Hoffmanna. V roce 2014 byla uvedena výstava Josef Hoffmann – architekti moravské moderny z Wagnerovy školy ve Vídni – Kolegialita a kontroverze, v roce 2013 byla uvedena výstava Josef Hoffmann – Friedrich Kiesler, v roce 2012 byla uvedena výstava Josef Hoffmann – Stanislav Kolíbal – Plocha – linie – prostor, v roce 2011 byla uvedena výstava Josef Hoffmann – Oswald Oberhuber – Vůle k celku a v roce 2010 byla uvedena výstava Josef Hoffmann – Dorit Margreiterová – Přepisy prostoru.